# Província Central (Sri Lanka)

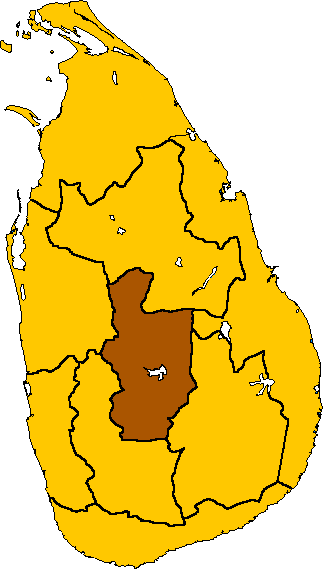
Central

A Província Central é uma das 8 províncias do Sri Lanka. As maiores cidades são Kandy, Gampola e Nuwara Eliya.
- Área:5,674 km²
- População:2,421,148

## Distritos
- Kandy
- Matale
- Nuwara Eliya